# Пантеон (Рим)
Пантео́н (др.-греч. πάνθειον, от др.-греч. πάντες — все и θεός — Бог) — так называемый «Храм всех богов», памятник истории и архитектуры древнего Рима, построенный между 118 и 128 годами н. э.

## Этимология и семантика
Греческое слово «панте́он» обычно переводят как «храм всех богов», однако более точно, согласно значению древнегреческого слова «пантеион» (Πάνθειον), следует переводить: «всебожественный», «относящийся ко всем богам или связанный с ними»: (пан-/παν- («все») + теион/θεῖον («бог») означает «посвящённое всем богам»)
Римский сенатор Дион Кассий, который писал по-гречески, предполагал, что название храма происходит от статуй многих богов, установленных внутри здания, или от сходства его купола с небесами. Он считал, что слово «пантеон» (или «пантеум») является прозванием, а не формальным наименованием здания. Поэтому интерпретация названия «Пантеон» как храма, посвящённого всем богам, сомнительна. Единственный пантеон, зафиксированный ранее Пантеона в Риме, находился в Антиохии в Сирии, но об этом упоминается только в одном источнике шестого века. Немецкий филолог Конрат Юлиус Циглер пытался собрать доказательства существования подобных «пантей», но его список состоит из простых посвящений «всем богам» или «двенадцати богам», которые не обязательно являются пантеей в значении храма, в котором имеется культ поклонения всем богам.
Очевидно, что Пантеон в Риме не был только храмом в обычном смысле этого слова. Он задуман как династическое святилище, являющееся частью культа правителя эпохи Августа с посвящением Юлию Цезарю, прародителю семейной линии Августа и обожествленным решениями Сената в 44—42 годах до н. э. Об этом, прежде всего, свидетельствует расположение здания. Согласно преданию, с того места, где теперь находится Пантеон (в древности — «Козье болото», лат. Palus Caprae), Ромул, основатель Вечного города, был вознесен на небо богом Марсом, после чего Козье болото стало Марсовым полем.
Не случайно Пантеон находится на одной оси с Мавзолеем Августа. Здание таким образом призвано отражать идею объединения богов и правителей Рима в эпоху, когда формировались новые религиозные представления о божественном происхождении императоров. Место, на котором расположен Пантеон, в древности имело священное космологическое значение. Здесь было множество сооружений, связанных с культом Солнца, унаследованным от Древнего Египта, и апофеозом личности императора (египетские обелиски, используемые в качестве гномонов, Мавзолей Августа с двумя «солнечными обелисками» у входа, бронзовая линия меридиана «Horologium Augusti»). Мавзолей Августа, также круглый в плане (ближайшая аналогия: Teatro Marittimo на вилле Адриана в Тиволи), был завершен за несколько лет до Пантеона. Две постройки расположены на одной оси «север — юг».
| Планиметрия центральной части Марсова поля Стадион Домициана Одеон Термы Нерона Стагнум Пьяцца делла Ротонда Пантеон Базилика Нептуна Термы Агриппы Храм Матидии Септа Юлия Храм Адриана Храм Изиды |
| --- |

## История строительства
Здание построено за счёт средств Марка Випсания Агриппы, зятя императора Гая Октавиана Августа, в 27—25 годах до н. э. в память о морской победе Октавиана Августа в 31 году до н. э. при мысе Акциум над флотом Антония и Клеопатры (флотом Октавиана командовал Марк Агриппа). Храм дважды страдал от пожара (в 80 и 110 годах). В 118—120 годах н. э. воссоздан императором Адрианом с сохранением на фризе старой посвятительной надписи от имени Марка Агриппы: «М. AGRIPPA L .F. COS.TERTIVM FECIT» (Марк Агриппа, сын Луция, избранный консулом в третий раз, построил).
В иной версии Пантеон рассматривают в качестве характерного памятника времени правления императора Траяна (98—117): он был существенно перестроен в 114 году либо сразу после пожара 110 года и лишь закончен при Адриане (117—138) между 125 и 128 годами н. э.
Примерно в 77 году нашей эры Плиний Старший в «Естественной истории» называет это здание «Pantheo»:

Из сиракузской меди сделаны в Пантеоне капители колонн, установленные Марком Агриппой.
Оригинальный текст (лат.)Syracusana sunt in Pantheo capita columnarum a M. Agrippa posita. quin etiam privata opulentia eo modo usurpata est. 
В 202 году, в правление Септимия Севера и его сына Каракаллы, Пантеон отреставрировали. На архитраве Северы добавили надпись:

Имп[ератор] Цез[арь] Л[уций] Септимий Север Пий Пертинакс Аравийский, Адиабенский, Парфянский, величайший, Великий понтиф[ик], 10 раз триб[ун], 11 раз имп[ератор], 3 раза ко[н]с[ул], О[тец] о[течества], проко[н]с[ул], и
Имп[ератор] Цез[арь] М[арк] Аврелий Антонин Пий Феликс Авг[уст], 5 раз триб[ун], ко[н]с[ул], проко[н]с[ул], Пантеон, повреждённый временем, со всем тщанием восстановили.
Оригинальный текст (лат.)IMP · CAES · L · SEPTIMIVS · SEVERVS · PIVS · PERTINAX · ARABICVS · ADIABENICVS · PARTHICVS · MAXIMVS · PONTIF · MAX · TRIB · POTEST · X · IMP · XI · COS · III · P · P · PROCOS  ET

IMP · CAES · M · AVRELIVS · ANTONINVS · PIVS · FELIX · AVG · TRIB · POTEST · V · COS ·PROCOS · PANTHEVM · VETVSTATE · CORRVPTVM · CVM · OMNI · CVLTV · RESTITVERVNT
Здание Пантеона неоднократно подвергали переделкам и дополнениям. Главный, северный вход, построенный при Адриане, оформляет портик из восьми монолитных колонн коринфского ордера, сделанных из серого египетского гранита. Вход в храм закрывают массивные бронзовые двери. Позади первого ряда колонн находится ещё два — из красного асуанского гранита: всего 16 колонн. Высота колонн 11,9 м, вместе с капителями и базами — 14,15 м (в полтора раза выше колонн афинского Парфенона), нижний диаметр — 1,48 м, вес 60 тонн. В XVII веке три угловые колонны заменили двумя колоннами из терм Нерона и колонной из виллы Домициана. Изначально храм был поставлен на цоколе и ко входу в храм вели семь ступеней, которые в течение многовековых наслоений оказались под уровнем земли.
К южной стороне Пантеона пристроена базилика Нептуна — подобие нефа с тремя трансептами под двускатными кровлями и с нишами для статуй. До настоящего времени сохранились фрагменты мраморного фриза с изображениями дельфинов, раковин и трезубцев.
Ранее перед храмом находился огромный перистильный двор с входным портиком и триумфальной аркой в центре. Существуют различные реконструкции храма до его перестройки при Траяне (98—117) и позднее при императоре Адриане. Архитектором императора Траяна был сириец Аполлодор из Дамаска (?— ок. 125 г. н. э.). Он построил Форум Траяна с триумфальной колонной (111—114), одеон, цирк и термы Траяна в Риме, многое другое. По одной из версий, он и участвовал в перестройке Пантеона при Адриане в 125—126 годах. Известно также о конфликте императора и архитектора.
В 608 году византийский император Фока подарил храм Папе Бонифацию IV, который освятил его 13 мая 609 года как христианскую базилику Святой Марии и Мучеников (Basilica di Santa Maria ad Martyres). Название дано в честь анонимных христианских мучеников, мощи которых перенесли из катакомб в крипту Пантеона. Этот день стали отмечать как праздник Всех святых. В середине VIII века папа Григорий III освятил 1 ноября в честь Всех святых одну из капелл собора святого Петра и в честь этого события передвинул дату празднования дня Всех святых на 1 ноября. С того времени дата 1 ноября у католиков и протестантов празднуется как День всех святых.
С XI века римский Пантеон всё чаще называли согласно его архитектурному типу: Санта Мария Ротонда; соответственно именовали и площадь перед храмом (Piazza della Rotonda). При Папе Александре VII понизили уровень земли перед храмом. За века он поднялся более чем на 6 метров.
В 658 году позолоченные бронзовые листы, покрывавшие купол Пантеона, были сняты по приказу византийского императора Константа II во время его посещения Рима для переправки в Константинополь. В 735 году по распоряжению Папы Григория III купол покрыли свинцовыми пластинами, а в 1270 году над портиком Пантеона возвели небольшую колокольню. В 1527 году во время разграбления Рима наёмниками императора Священной Римской империи Карла V (итал. вульг. Sacco di Roma — опустошение Рима) Пантеон, как и другие римские храмы, значительно пострадал.
В 1624 году по указу Папы Урбана VIII из рода Барберини сняли бронзовые покрытия портика для переплавки на изготовление кивория в соборе Св. Петра. Жители Рима ответили поговоркой: «Quod non fecerunt barbari fecerunt Barberini» (То, что не сделали варвары, сделали Барберини). Архитектор Дж. Л. Бернини по углам аттика возвел две небольшие колокольни, но они выглядели столь нелепо, что сразу же получили непочтительное прозвание «ослиные уши Бернини» (исследователи оспаривают этот факт, приписывая работу Ф. Борромини или Д. Фонтана). В 1883 году колокольни убрали.

## Особенности конструкции и композиции
Римский Пантеон представляет собой крупнейшее в мире купольное сооружение из неармированного бетона. Диаметр «цилиндра» Пантеона 43,57 м, а перекрывающего его полусферического купола 43,2 м. Храм построен из кирпича. Купольное перекрытие начинается на высоте 20 м и опирается на восемь пилонов, соединённых между собой сложной системой трёхъярусных разгрузочных арок, позволяющих равномерно распределять вес и боковой распор купольного перекрытия. Арки заложены кирпичом, но это лишь усиливает их работу. Снаружи здания после утраты мраморной облицовки конфигурация арок хорошо видна, внутри они скрыты за позднейшим оформлением. Несмотря на такую конструкцию, стены Пантеона предусмотрительно сделаны необычно массивными: до шести метров толщиной в нижней части.
Купол «отливали» из «римского бетона» (цемента с наполнением травертиновой крошкой и кирпичным щебнем) горизонтальными слоями: каждое «кольцо» по застывании удерживалось весом последующего, самое верхнее, у отверстия, сделано из лёгкой вулканической пемзы — пуццолана. Вместо деревянных кружал (временных поддерживающих конструкций) строители использовали двойной кирпичный настил на растворе, образующий на внутренней поверхности купола декоративное подобие каркаса с квадратными углублениями — кессонами, которые, вопреки распространённому заблуждению, в отличие от древнегреческих калимматиев не имеют конструктивного значения, вес купола они практически не облегчают. В римской технологии они превращаются в декоративный мотив. В этом заключается одно из коренных отличий древнеримской архитектуры от древнегреческой. Существуют предположения, что внутренняя часть купола была украшена лепниной или расписана золотыми звёздами на синем фоне. Снаружи Пантеон на две трети высоты был облицован мраморными плитами, верхняя часть оштукатурена. Купол был покрыт позолоченными бронзовыми пластинами.
Ориентация храма не типична ни для греческих, ни для римских зданий. Главный вход ориентирован на север, поэтому солнечный свет проникает только через окулюс — круглое окно в центре купола диаметром 8,3 м. Тёплые потоки воздуха, вытесняемые холодными, поднимаются вверх, к небу и создают ощущение парения для человека, который оказывается в центре под отверстием купола. Однако ощущение гармонии, возникающее при входе в храм, имеет свой секрет. Высота храма до верхней точки купола и внутренний диаметр «цилиндра» равны (43, 57 м). Таким образом всё здание (без входного портика вписывается в куб.
Существуют концепции, согласно которым Пантеон эпохи Адриана построен на основе пифагорейской нумерологии. Круговой план, полусферический купол, ориентация по четырём сторонам света отражают взгляды пифагорейцев на устройство Вселенной. Окулюс на вершине купола символизирует монаду и бога солнца Аполлона. Двадцать восемь ребер, простирающихся от окулюса, символизируют Луну (двадцать восемь — число месяцев в пифагорейском лунном календаре). Кессоны купола делят его на 28 равных секций, что соответствует количеству больших колонн внизу. 28 — одно из «совершенных чисел», равное сумме собственных делителей, отличных от самого́ числа (1 + 2 + 4 + 7 + 14 = 28). В древности было известно только четыре совершенных числа (6, 28, 496 и 8128), и все они по теории Пифагора имели мистическое значение, связанное с космосом. Внутреннее пространство ротонды построено на окружности описанной вокруг квадрата со стороной в 100 греческих футов — константы пропорционирования всей классической архитектуры.
Нижняя часть ротонды делится на 8 равных частей, которые занимают ниши (числом 8 вместе с входом). Внутренний диаметр купола (43,57 м), что, согласно расчётам А. В. Радзюкевича, равняется 147 римским футам.
Диаметр окулюса Пантеона (8,3 м) также не случаен, определён не конструктивно, а символично. Солнечные лучи, проникающие через окулюс, отмечают дни и часы. Место, занимаемое ныне главным алтарем, прямо напротив входа, всегда остается в тени. Ранее там находилась статуя обожествленного Юлия Цезаря. В дни летнего и зимнего равноденствия (22 июня и 22 декабря), или эквинокса (лат. aequinoctium), лучи освещают внутреннюю поверхность купола точно до линии его основания. От входа ровно в полдень 21 апреля Солнце вписывается в отверстие купола. Эта дата считается днем основания Вечного города (итал. Natale di Roma). Размеры окулюса выбраны таким образом, чтобы солнце «проводило» осень и зиму в верхней полусфере здания, а после весеннего равноденствия ровно в полдень солнечный луч проходит через решётку над дверями, поэтому император входил в храм «вместе с Солнцем». Так полусфера купола с окулюсом обретает символическое значение оси мира (лат. axis mundi).

## Важнейшие события и обряды
Раз в год, на праздник Сошествия Святого духа на апостолов, присутствующих в храме сквозь окулюс в куполе осыпают лепестками красных роз. Этот обычай символизирует сошествие Святого Духа.
15 октября 1542 года в Пантеоне под покровительством Папы Павла III было основано «Общество Св. Иосифа Святой земли в Ротонде» (то есть в Пантеоне: Compagnia di San Giuseppe di Terrasanta alla Rotonda). С 1572 года общество известно под названием: «Братство добродетельных в Пантеоне» (Congregazione dei Virtuosi al Pantheon). Обряды братства, сформированные цистерцианским монахом Дезидерио да Адьюторио, каноником церкви Св. Марии и мучеников в Пантеоне, восходят к культу Капеллы Св. Иосифа на Святой земле, что также дало свое название одной из капелл Пантеона. Среди первых членов Братства были римские живописцы, архитекторы и скульпторы: Джакомо да Виньола, Ф. Вакка, Антонио да Сангалло (младший), Якопо Менегино, Джованни Мангоне, Таддео Цуккаро, Доменико Беккафуми.
В 1861 году Папой Пием IX «Братству добродетельных в Пантеоне» был присвоен «Папский титул». В 1928 году Папой Пием XI было добавлено слово «Академия». В результате возникла организация под названием: «Папская выдающаяся академия изящных искусств и словесности виртуозов при Пантеоне» (итал. La Pontificia Insigne Accademia di Belle Arti e Letteratura dei Virtuosi al Pantheon). Устав 1995 года определяет назначение академии: «содействие изучению и практике изящных искусств с особым вниманием к священному искусству и христианской литературе … в сотрудничестве с Папским советом по культуре». В настоящее время организация размещается в Палаццо Канчеллериа в Риме.

## Открытие захоронения Рафаэля
Пантеон является местом захоронения выдающихся людей Италии. В нём погребены знаменитые художники: Рафаэль Санти, Б. Перуцци, А. Карраччи, Перино дель Вага, Т. Цуккаро, архитектор Джакомо да Виньола, скульптор Ф. Вакка, композитор А. Корелли. Выдающийся живописец Рафаэль Санти скончался 6 апреля 1520 года. По сообщению Дж. Вазари перед смертью он распорядился, чтобы на его средства в Пантеоне «был восстановлен древний каменный табернакль и чтобы там был сооружён алтарь со статуей Мадонны, под которой он выбрал место для погребения и упокоения». 14 сентября 1833 года, дабы удостовериться в факте захоронения, с разрешения Папы Григория XVI члены «Братства добродетельных в Пантеоне» вскрыли плиту под табернаклем (третьем слева), в котором была установлена статуя Мадонны с Младенцем.
На церемонии вскрытия присутствовали послы иностранных государств, представители церкви, города Рима, нотариусы, медики, археологи. Присутствовали знаменитые писатели и художники, бывшие в то время в Риме: И. Ф. Овербек, Б.Торвальдсен, К. П. Брюллов, О. Верне, Ф. А. Бруни, А. А. Иванов. Всего 75 человек. Художнику Винченцо Камуччини было предоставлено исключительное право изобразить процесс открытия и закрытия гробницы. Он сделал это на нескольких рисунках, которые позже были литографированы. В течение месяца останки Рафаэля были выставлены для обозрения, затем их поместили в древнеримский саркофаг, который предоставил из своей коллекции Папа. На торце крышки саркофага высекли латинскую эпитафию, сочинённую итальянским гуманистом, кардиналом Пьетро Бембо: «ILLE HIC EST RAPHAEL TIMUIT QUO SOSPITE VINCI / RERUM MAGNA PARENS ET MORIENTE MORI» (Здесь покоится великий Рафаэль, при жизни которого природа боялась быть побеждённой, а после его смерти она боялась умереть). Для завершения оформления гробницы использовали произведение скульптора Антонио Муньоса (1811): на крышке саркофага появилось бронзовое изображение лежащего лаврового венка, а над гробницей — двух целующихся голубков.
После захоронения в Пантеоне в 1878 году первого короля объединённой Италии Виктора Эммануила II и в 1900 году второго короля Умберто I и его жены королевы Маргариты Савойской Пантеон приобрёл новое мемориальное значение. В дни государственных праздников у могил итальянских королей несут вахту добровольцы «Национального института почётного караула у Королевских гробниц Пантеона».

## Интерьер Пантеона
Нижний ярус интерьера Пантеона оформлен в XVI веке тремя полуциркульными нишами, чередующимися с четырьмя прямоугольными эдикулами с колоннами и пилястрами коринфского ордера. Их разделяют восемь табернаклей. Верхняя часть стен имеет мраморную облицовку в «инкрустационном стиле»: шестьдесят четыре панели полихромного мрамора в обрамлении из порфира. В 1747 году по верхнему периметру добавлены «ложные окна» — ниши со статуями. Пол вымощен разноцветными плитами мрамора, порфира и гранита. В центре находится небольшой сток для дождевой воды.
В первом табернакле слева от входа в Пантеон находится «Капелла Конгрегации добродетельных в Пантеоне» (Congregazione dei Virtuosi al Pantheon). Во втором табернакле — захоронение Бальдассаре Перуцци. Во второй капелле — надгробие короля Умберто I и Маргариты Савойской (архитектор Дж. Саккони). В третьем табернакле — статуя Мадонны с Младенцем работы Лоренцетто (Лоренцо Лотти), который с помощью Раффаэлло да Монтелупо создал мраморную скульптуру, называемую «Мадонна дель Сассо» (Мадонна Скалы, 1524), потому что Богоматерь опирается одной ногой на камень. Рядом с нишей со статуей Мадонны находится гробница Рафаэля Санти.
В третьей капелле сохраняется часть древнеримской стены, над алтарём — деревянное Распятие XV века. Прямо против входа (четвёртая капелла) расположен главный алтарь церкви Св. Марии и Мучеников. В пятой капелле сохраняется фреска XV века «Мадонна со святыми Франциском и Иоанном Крестителем». В шестой капелле находится надгробие короля Виктора Эммануила II. В седьмой капелле можно видеть фреску Мелоццо да Форли «Благовещение Марии». Другие капеллы и алтари содержат картины и фрески итальянских художников.

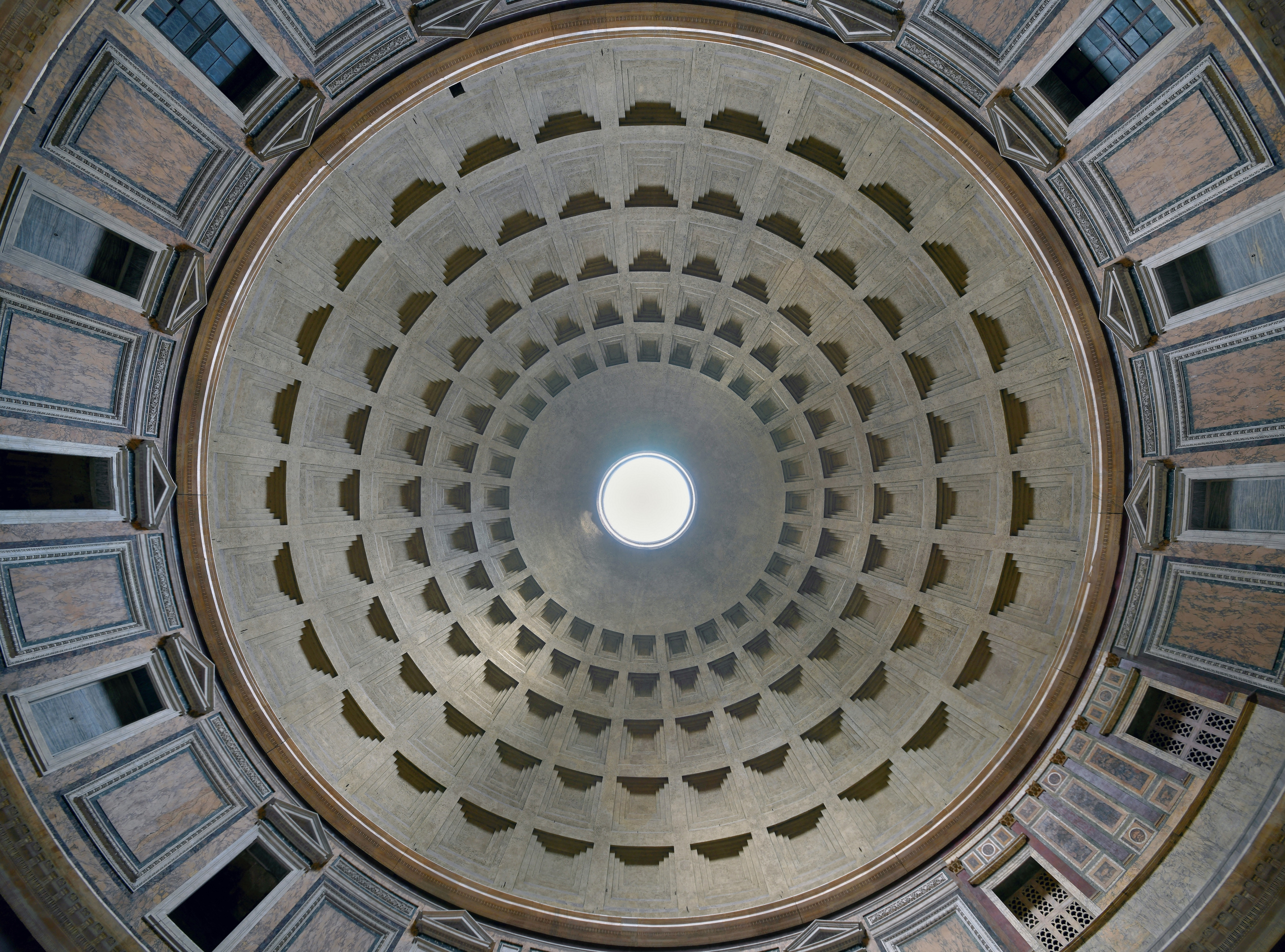
Окулюс
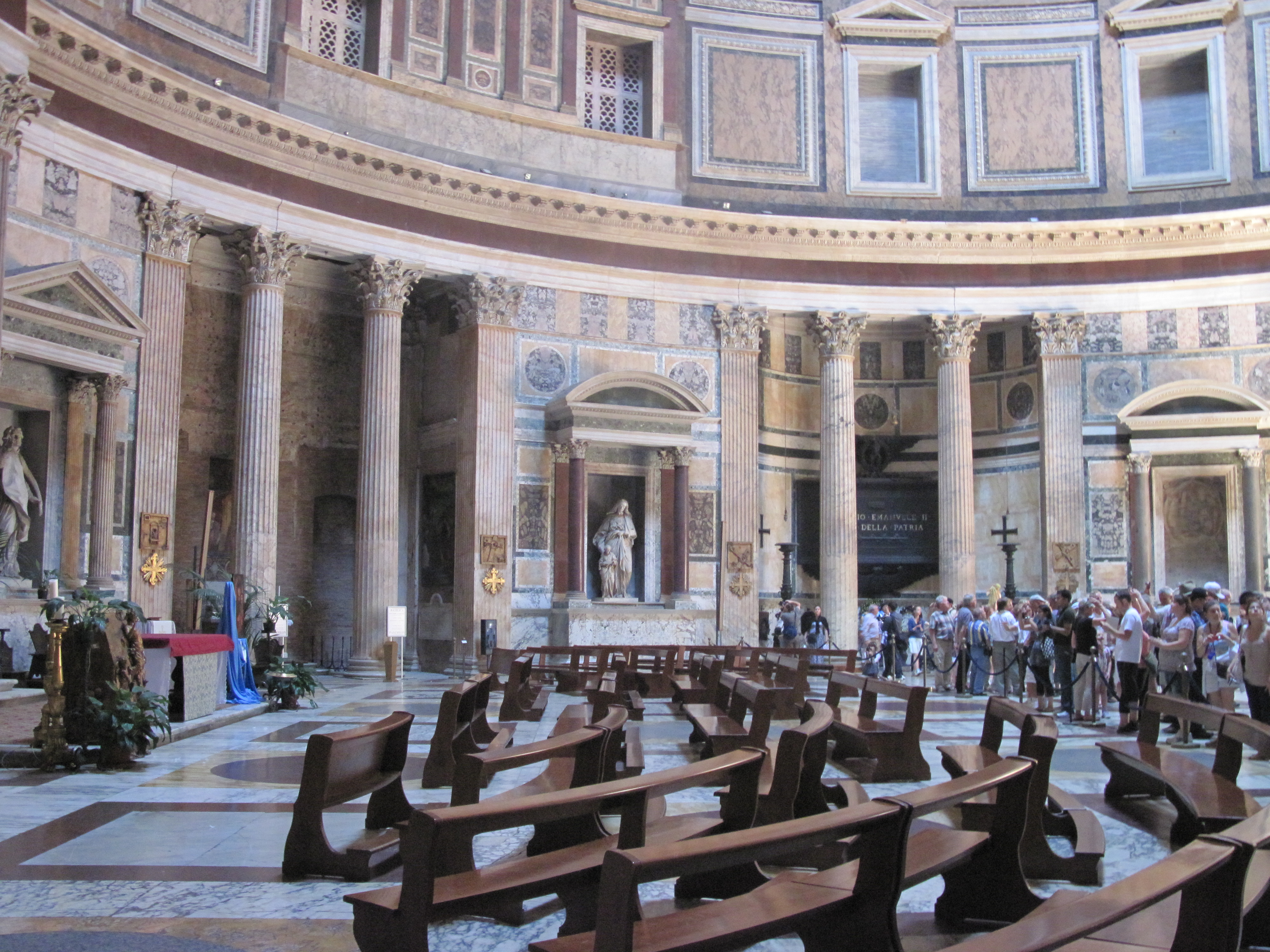
Интерьер Пантеона
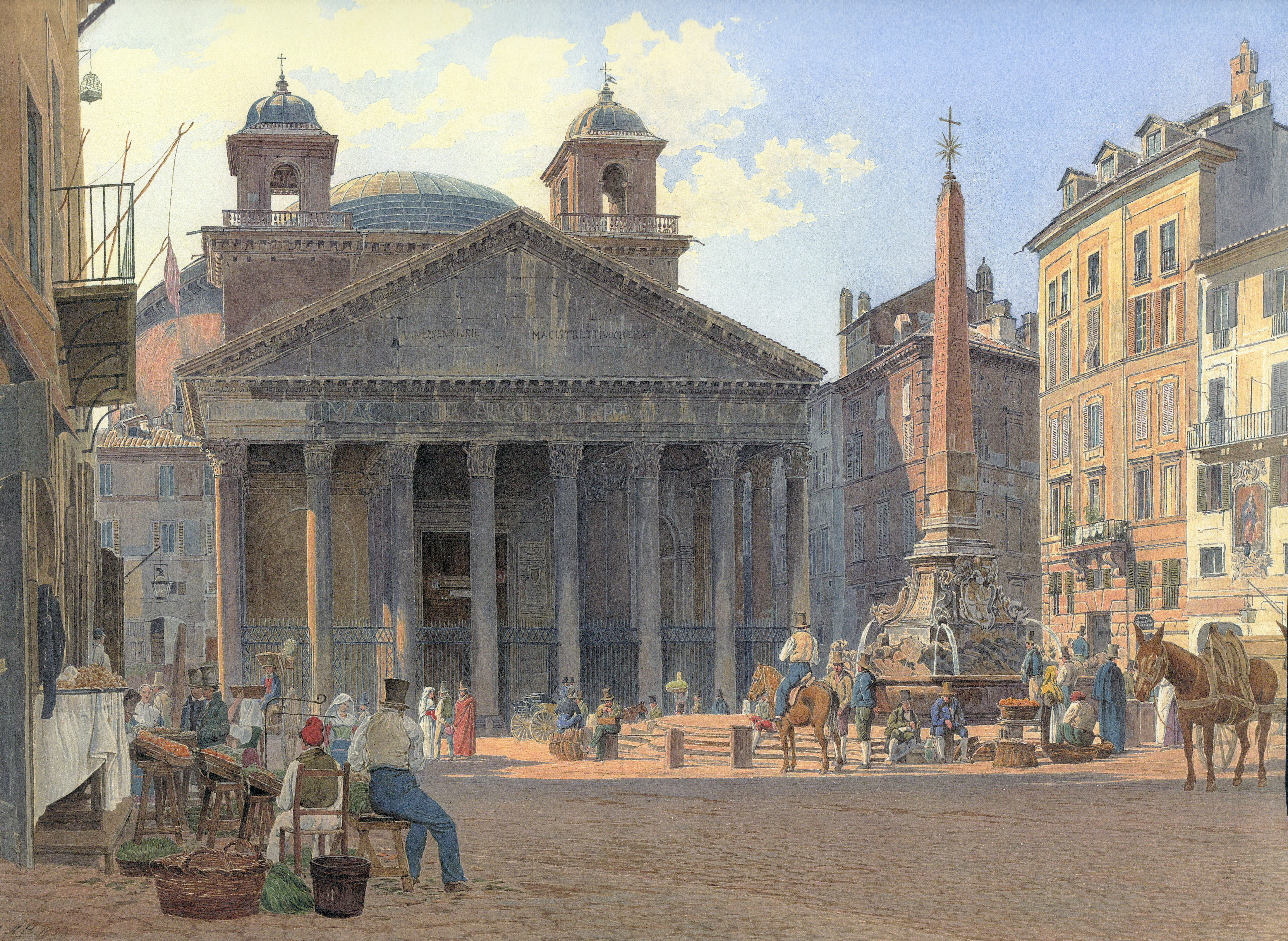
Пантеон в XIX веке
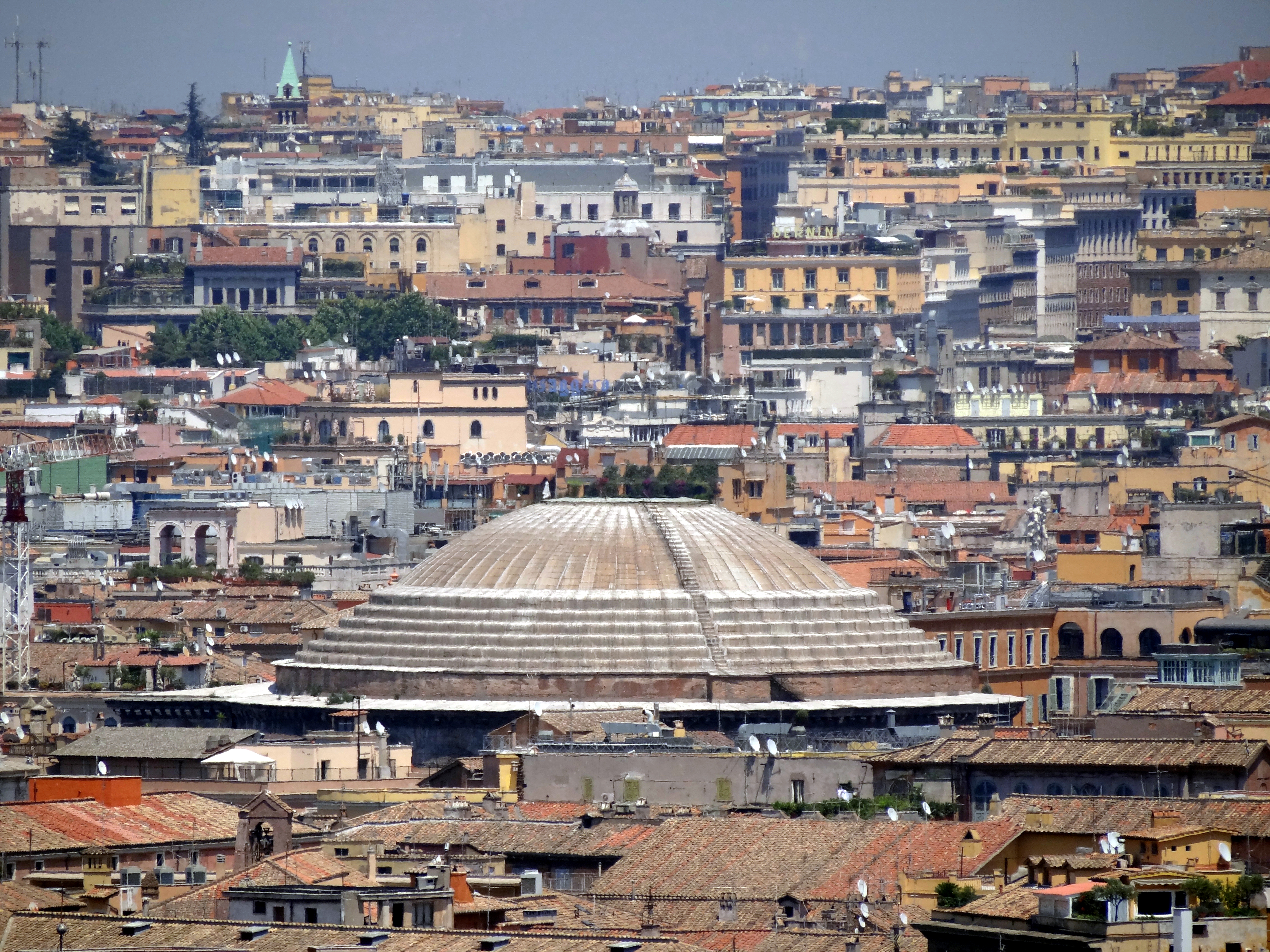
Купол Пантеона на фоне Рима